# Перший Донський округ
Пе́рший Донськи́й о́круг — адміністративна одиниця Землі Війська Донського й згодом області Війська Донського Російської імперії.
Окружне управління було в станиці Костянтинівській.

## Географія
Площа території — 15 415,9 версти2.

## Історія
1-й Дрнський округ створено серед 7 округів у складі Землі Війську Донському в 1802 році.
Козаки 1-го Донського округу вважалися верховими.
Козаки округу служили в наступних військових частинах:
- легка кавалерія — 2-й Донський генерала Сисоєва, 19-й, 36-й, 8-й генерала Іловайського 12-го, 25-й, 42-й, 9-й генерал-ад'ютанта графа Орлова-Денисова, 26-й, 43-й, 52-й Донські козацькі полки[1].
- кінна артилерія — 3-я, 10-а і 17-я Донські козачцькі батареї[1].
- гвардія — Лейб-гвардії Козацький полк, Отаманський Лейб-Гвардії полк[3], Лейб-гвардії 6-а Донська козацька батарея[1].

У 1918 році з частин Усть-Медведицького, Донецького й Хоперського округів було утворено Верхньо-Донський округ.

## Населення
Чисельність населення — 271 790 осіб, у тому числі чоловіків — 134 051, жінок — 137 739 (1897 рік).

### Чисельність українців
- 5-та ревізія (1794 рік) — 3,3 тисяч осіб (8,9 %);
- 7-ма ревізія (1815 рік) — 8,9 тисяч осіб (18,3 %);
- 8-ма ревізія (1833 рік) — 5,3 тисяч осіб (8,8 %);
- 9-та ревізія (1850 рік) — 17,5 тисяч осіб (21,6 %);
- 10-та ревізія (1858 рік) — 10,7 тисяч осіб (12,0 %);
- перепис 1897 року — 31,5 тисяч осіб (11,6 %);
- перепис 1910—1917 року — 42,5 тисяч осіб (11,6 %).[5]

## Адміністративний поділ

### 1913 рік
На 1913 рік до складу 1-го Дпнського округу входило 23 юрти:
| - Баклановська — станиця Баклановська, - Богоявленська — станиця Богоявленська, - Каргальська — станиця Каргальська, - Верхньо-Кундрючеська — станиця Верхньо-Кундрючеська, - Катерининська — станиця Катерининська, - Єрмаковська — станиця Єрмаковська, - Золотовська — станиця Золотовська, - Камишевська — станиця Камишевська, - Костянтинівська — станиця Костянтинівська, - Кочетовська — станиця Кочетовська, - Кумшацька — станиця Кумшацька, - Маріїнська — станиця Маріїнська, | - Нижньо-Кундрючеська — станиця Нижньо-Кундрючеська, - Нижньо-Курмоярська — станиця Нижньо-Курмоярська, - Миколаївська — станиця Миколаївська, - Роздорська-на-Дону — станиця Роздорська-на-Дону), - Романовська — станиця Романовська, - Семикаракорська — станиця Семикаракорська, - Тернівська — станиця Терновська, - Усть-Бистрянська — станиця Усть-Бистрянська, - Филлиповська — станиця Филипповський, - Цимлянська — станиця Цимлянська, - Чортківська — станиця Чортківська. |

На 1913 рік до складу 1-го Дпнського округу входило 5 волостей:
| - Зазерська — сел. Зазерсько-Кагальницький, - Кузнецовська — сел. Кузнецовська, - Іллінська — сл. Іллінка, | - Мартинівська — слобода Мартинівка, - Орловська — слобода Орлівка, |

### 1918 рік
На 1918 рік до складу округу входило 25 юртів:
| - Андрієвський (Княже-Андрієвський) юрт (станиця Андрієвська), - Баклановський юрт (станиця Баклановська), - Богоявленський юрт (станиця Богоявленська), - Верхньо-Кундрюческий юрт (станиця Верхньо-Кундрючеська), - Генерал-Єфремівський юрт (станиця Генерал-Єфремівська), - Катерининський юрт (станиця Катерининська), - Ермаковский юрт (станиця Єрмаковська), - Золотовский юрт (станиця Золотовська), - Камишевский юрт (станиця Камишевська), - Каргальський юрт (станиця Каргальська), - Костянтинівський юрт (станиця Костянтинівська — центр), - Кочетовський юрт (станиця Кочетовська), - Кумшацький юрт (станиця Кумшацька), | - Маріїнський юрт (станиця Маріїнська), - Нижньо-Кундрючеський юрт (станиця Нижньо-Кундрючеська), - Нижньо-Курмоярський юрт (станиця Нижньо-Курмоярська), - Миколаївський юрт (станиця Миколаївська), - Роздорський юрт (станиця Роздорська), - Романовський юрт (станиця Романовська), - Семикаракорський юрт (станиця Семикаракорська), - Тернівський юрт (станиця Терновська), - Усть-Бистрянський юрт (станиця Усть-Бистрянська), - Филлиповський юрт (станиця Філіпповський), - Цимлянський юрт (станиця Цимлянська), - Чортківський юрт (станиця Чортківська). |

## Окружні начальники
- Черевков, Евтей Іванович — під час Вітчизняної війни 1812 року. Сформував чотири полку (з 24-х-на-Дону), які рушили маршем 13 вересня 1812 року в район Тули[6].